# Trái tim mỹ nhân
Trái tim mỹ nhân (tựa tiếng Anh gốc Jodha Akbar) là một bộ phim truyền hình lịch sử của Ấn Độ được phát sóng trên kênh Zee TV. Phim bắt đầu lên sóng vào ngày 18 tháng 6 năm 2013 và được phát sóng vào các buổi tối từ thứ Hai đến thứ Sáu hàng tuần. Bộ phim được sản xuất bởi Ekta Kapoor dưới tên công ty của cô là Balaji Telefilms. Phim có sự tham gia của các diễn viên chính Rajat Tokas và Paridhi Sharma.